# Simaethula aurata
Simaethula aurata là một loài nhện trong họ Salticidae.
Loài này thuộc chi Simaethula. Simaethula aurata được Ludwig Carl Christian Koch miêu tả năm 1879.